# Catedral de Lugano
La catedral de Sant Llorenç (en italià: Cattedrale di San Lorenzo és una catedral catòlica a Lugano, Tesino, al sud de Suïssa. Va ser fundada a l'alta edat mitjana, però reconstruïda al segle xv, amb la façana acabada el 1517. És la seu de la diòcesi de Lugano, i està dedicada a Sant Llorenç de Roma.
L'església és coneguda en aquest lloc des del 875. En el 1146 es va construir com una Col·legiata, convertint-se en una catedral el 1888. L'edifici romànic original va ser orientat en sentit contrari a l'actual església, com ho demostren les restes de l'absis descoberts sota l'actual edifici. Al segle xv l'església va ser ampliada i l'entrada es va traslladar a l'actual posició, mentre que el sostre obert estava cobert per un sostre de volta.
Hi va haver una àmplia renovació entre 1905 i 1910, quan es van enderrocar algunes capelles barroques i l'interior va rebre frescos d'Ernesto Rusca.